# Valencia Club de Fútbol 2001-2002
La pagina racchiude le statistiche del Valencia nella stagione 2001-02.

## Stagione
La stagione 2001-2002 rappresentò una delle annate più memorabili della storia recente del Valencia. Con Rafa Benítez alla guida, la squadra ottenne il suo primo titolo di Liga, concludendo la stagione al primo posto con 75 punti, davanti al Real Madrid e al Deportivo La Coruña.
La stagione del Valencia fu caratterizzata da un'ottima solidità difensiva, con il portiere Santiago Cañizares che, con 65 presenze totali, fu uno dei protagonisti indiscussi. Il centrocampo, diretto da David Albelda e Rubén Baraja, e la solida difesa con Roberto Ayala e Mauricio Pellegrino furono i pilastri della squadra.
In attacco, nonostante la mancanza di un bomber prolifico, il Valencia riuscì a distribuire le reti tra vari giocatori, con Rubén Baraja che concluse come miglior marcatore della stagione in campionato con 7 gol.
Oltre al successo in campionato, il Valencia partecipò alla  Coppa UEFA, dove raggiunse i quarti di finale, ma fu eliminato dall'Inter. In Copa del Rey, la squadra fu eliminata al primo turno dal Novelda.

## Rosa
| N. |                                | Ruolo | Calciatore           |
| -- | ------------------------------ | ----- | -------------------- |
| 1  | Spagna (bandiera)              | P     | Santiago Cañizares   |
| 13 | Spagna (bandiera)              | P     | Andrés Palop         |
| 30 | Spagna (bandiera)              | P     | Jorge Molina Bartual |
| 20 | Francia (bandiera)             | D     | Jocelyn Angloma      |
| 4  | Argentina (bandiera)           | D     | Roberto Ayala        |
| 15 | Italia (bandiera)              | D     | Amedeo Carboni       |
| 23 | Spagna (bandiera)              | D     | Curro Torres         |
| 5  | Serbia e Montenegro (bandiera) | D     | Miroslav Djukić      |
| 3  | Brasile (bandiera)             | D     | Fábio Aurélio        |
| 34 | Spagna (bandiera)              | D     | Javier Garrido       |
| 12 | Spagna (bandiera)              | D     | Carlos Marchena      |
| 17 | Spagna (bandiera)              | D     | David Navarro        |
| 2  | Argentina (bandiera)           | D     | Mauricio Pellegrino  |
| 21 | Argentina (bandiera)           | C     | Pablo Aimar          |

| N. |                      | Ruolo | Calciatore              |
| -- | -------------------- | ----- | ----------------------- |
| 6  | Spagna (bandiera)    | C     | David Albelda           |
| 8  | Spagna (bandiera)    | C     | Rubén Baraja            |
| 22 | Uruguay (bandiera)   | C     | Gonzalo de los Santos   |
| 35 | Spagna (bandiera)    | C     | Alejandro Castro Jandro |
| 18 | Argentina (bandiera) | C     | Kily González           |
| 19 | Spagna (bandiera)    | C     | Francisco Rufete        |
| 16 | Romania (bandiera)   | C     | Dennis Şerban           |
| 14 | Spagna (bandiera)    | C     | Vicente                 |
| 10 | Spagna (bandiera)    | A     | Miguel Ángel Angulo     |
| 7  | Norvegia (bandiera)  | A     | John Carew              |
| 11 | Romania (bandiera)   | A     | Adrian Ilie             |
| 24 | Spagna (bandiera)    | A     | Mista                   |
| 17 | Spagna (bandiera)    | A     | Juan Sánchez            |
| 9  | Spagna (bandiera)    | A     | Salvador Ballesta       |